# Kuurne-Bruxelles-Kuurne 1977
La Kuurne-Bruxelles-Kuurne 1977, trentatreesima edizione della corsa, si svolse il 6 marzo su un percorso di 204 km, con partenza e arrivo a Kuurne. Fu vinta dal belga Patrick Sercu della squadra Fiat France davanti al connazionale Walter Planckaert e al tedesco Dietrich Thurau.

## Ordine d'arrivo (Top 10)
| Pos. | Corridore               | Squadra                | Tempo    |
| ---- | ----------------------- | ---------------------- | -------- |
| 1    | Patrick Sercu           | Fiat France            | 4h50'00" |
| 2    | Walter Planckaert       | Maes Pils-Mini-Flat    | s.t.     |
| 3    | Dietrich Thurau         | Ti-Raleigh             | s.t.     |
| 4    | Willy Planckaert        | Maes Pils-Mini-Flat    | s.t.     |
| 5    | Jan Raas                | Frisol-Thirion-Gazelle | s.t.     |
| 6    | Walter Godefroot        | Ijsboerke-Colnago      | s.t.     |
| 7    | André Dierickx          | Maes Pils-Mini-Flat    | s.t.     |
| 8    | Jan Aling               | Ebo- Superia           | s.t.     |
| 9    | Ferdi Van den Haute     | Ebo- Superia           | s.t.     |
| 10   | Jean-Louis Danguillaume | Peugeot-Esso-Michelin  | s.t.     |